# Фонтанная арматура

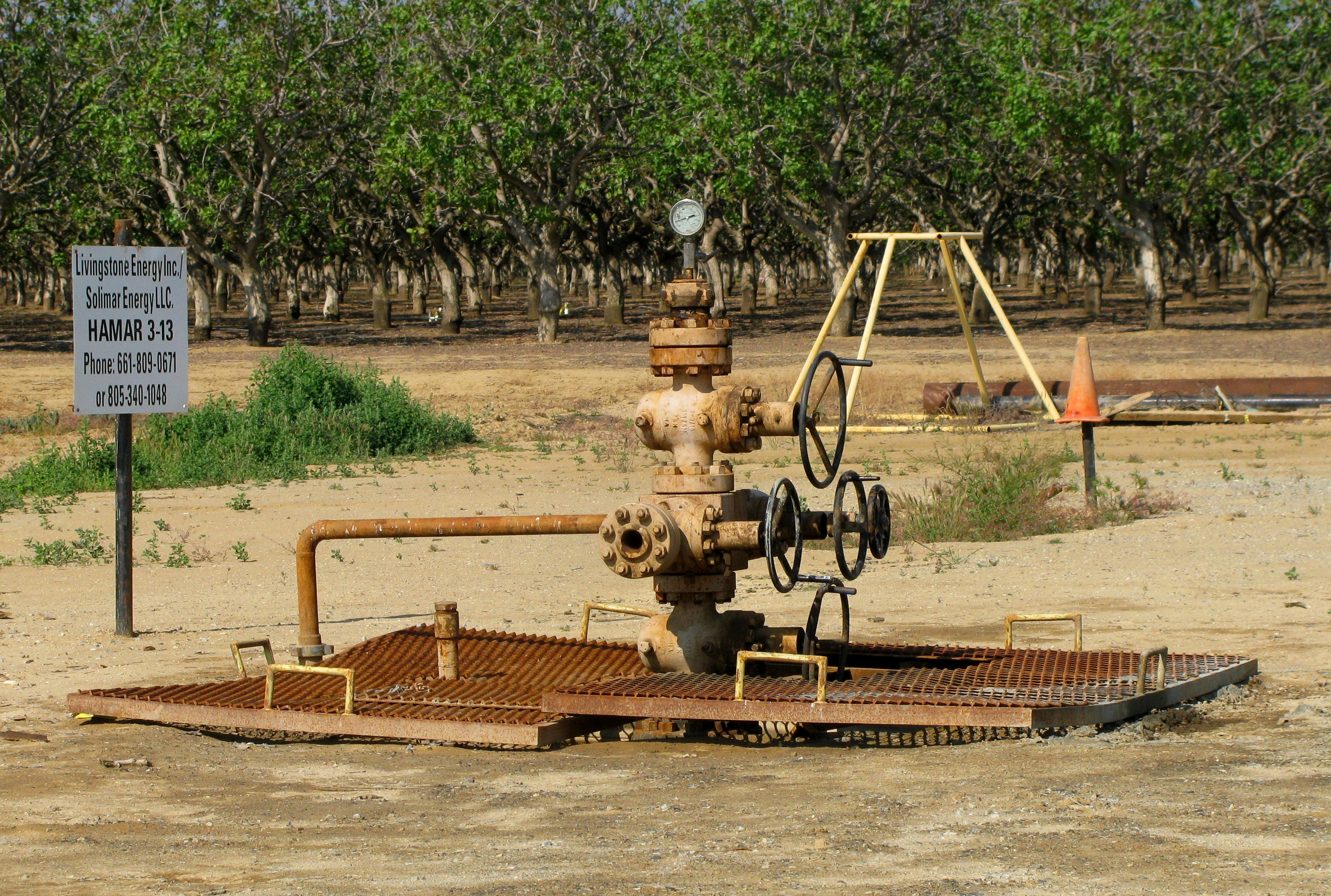
Фонтанная арматура

Фонтанная арматура (фонтанная ёлка, запорная арматура) — это комплекс механизмов и устройств, устанавливаемых на устье скважины. Основные функции фонтанной арматуры:
- Герметизация устья скважины;
- Управление потоком скважинной продукции;
- Проведение технологических мероприятий;
- Подвес насосно-компрессорных труб;

## Составные компоненты
Комплектации фонтанной арматуры меняются в зависимости от назначения скважины (добывающая, нагнетательная, разведочная и др.) и условий эксплуатации (есть коррозионно-стойкие исполнения).
Фонтанная арматура включает в себя следующие задвижки:
1. Центральная задвижка;
2. Буферная задвижка (самая верхняя);
3. Полевая (затрубная) задвижка;
4. Уравнительная (затрубная) задвижка (связывает пространство между НКТ и эксплуатационной колонной и манифольную линию)

Подвес колонн НКТ производится на планшайбу. На отечественной фонтанной арматуре в планшайбе также предусматривается кабельный ввод (необходим для герметизации места вывода кабеля, питающего насос).
Также на нефтяных скважинах перед уравнительной задвижкой устанавливается обратный клапан для недопущения обратного хода жидкости (из манифольда в затрубное пространство).
Скважины могут быть оборудованы манометрами для контроля давления: на буфере, в манифольдной линии, в затрубном пространстве.
Для регулирования потока жидкости (как для добывающих, так и для нагнетательных скважин) за манифольдной задвижкой устанавливается штуцер (по разности давлений между буфером и манифольной линией можно оценить эффект от его установки).

## Отраслевые стандарты
Основные требования, типовые схемы фонтанных арматур и номенклатура фонтанных арматур в России регламентируются ГОСТ 13846-89.

## См.также
- Нефть
- Газ
- Бурение скважин
- Добыча нефти
- Нефтегазовая арматура